# Turcja na Letnich Igrzyskach Olimpijskich Młodzieży 2010
Turcję na Letnich Igrzyskach Olimpijskich Młodzieży 2010 w Singapurze reprezentowało 55 sportowców w 15 dyscyplinach.

## Skład kadry

### Badminton
- Emre Lale - 2 miejsce w fazie grupowej
- Ebru Tunalı - 2 miejsce w fazie grupowej

### Boks
- Burak Akşın - kategoria 81 kg  srebrny medal
- Ümit Can Patır - kategoria 91 kg  brązowy medal

### Gimnastyka

#### Gimnastyka artystyczna
- Ferhat Arıcan
- Demet Mutlu

### Judo
- Batuhan Efemgil
- Dilara İncedayı

### Koszykówka
Drużyna chłopców: 12 miejsce
- Burakcan Yıldızlı
- Mertcan Özen
- Kerem Hotiç
- Samet Geyik

### Lekkoatletyka
Chłopcy:
- Murat Gunduz - rzut dyskiem - 8 miejsce w finale
- Ali Kilisli - rzut oszczepem - 5 miejsce w finale
- Toros Pilikoglu - skok w dal - 6 miejsce w finale
- Musa Tuzen - trójskok - 12 miejsce w finale
- Umit Sungur - skok o tyczce - NM

Dziewczęta:
- Esin Bahar Dolek - bieg na 1000 m - 13 miejsce w finale

### Łucznictwo
- Yagiz Yilmaz
  - indywidualnie - 9 miejsce
  - w parze z  Aleksandrą Wojnicką - 9 miejsce
- Begunhan Elif Unsal
  - indywidualnie - 9 miejsce
  - w parze z  Abdud Jaffar - 3 miejsce  brązowy medal

### Piłka nożna
Drużyna dziewcząt:  brązowy medal
- Kader Doğan
- Nazmiye Aytop
- Dilan Akarsu
- Fatma Gülen
- Eda Karataş
- Ümran Özev
- Yaşam Göksu
- Fatma Barut
- Kübra Aydın
- Eda Duran
- Büşra Ay
- Medine Erkan
- Esra Öztürk
- Melisa Tosun
- Büşra Öztürk
- Hülya Cin
- Hilal Başkol
- Feride Selin

### Pływanie
- Bertuğ Coşkun
  - 100 m st. dowolnym - 25 miejsce w kwalifikacjach
  - 200 m st. dowolnym - 14 miejsce w kwalifikacjach
  - 400 m st. dowolnym - 18 miejsce w kwalifikacjach
- Gizem Bozkurt
  - 100 m st. dowolnym - 26 miejsce w kwalifikacjach
  - 200 m st. dowolnym - 11 miejsce w kwalifikacjach
  - 200 m st. zmiennym - 8 miejsce w finale

### Podnoszenie ciężarów
Chłopcy:
- Emre Büyükünlü - kategoria 62 kg  brązowy medal
- Melih Akın - kategoria +85 kg - 4 miejsce

Dziewczęta:
- Damla Aydın - kategoria 53 kg - 6 miejsce
- Neslihan Okumuş - kategoria 63 kg - 4 miejsce

### Szermierka
- Tevfik Burak Babaoğlu - floret

### Taekwondo
- Berkcan Süngü - kategoria 63 kg  brązowy medal
- Şeyma Tuncer - kategoria 44 kg  brązowy medal

### Wioślarstwo
- Onat Kazaklı
- Ogeday Girişken
- Alara Dirik

### Zapasy

#### Styl dowolny
- Mehmet Ali Daylak - kategoria do 54 kg  brązowy medal
- Resul Kalaycı - kategoria do 76 kg  złoty medal

#### Styl klasyczny
- Musa Gedik - kategoria do 69 kg  srebrny medal

### Żeglarstwo
- Alp Rodopman
- Pınar Kaynar